# A Field of Yellow Daisies
«A Field of Yellow Daisies» es una canción escrita por Margaret Ann Rich e interpretada por su esposo, el cantante estadounidense Charlie Rich. Fue publicado en marzo de 1974 como el quinto tema de su álbum Very Special Love Songs. La canción fue publicada poco después como un sencillo promocional del álbum recopilatorio de Mercury Records, Fully Realized.

## Recepción de la crítica
Un escritor no especificado de la revista Cash Box declaró: “[El sencillo] está destinado a convertirse en un clásico del pop-country fácil de escuchar para el artista que ahora está más de moda que nunca”.

## Lista de canciones
Todas las canciones escritas y compuestas por Margaret Ann Rich.
1. «A Field of Yellow Daisies» – 3:01
2. «Party Girl» – 2:02

## Créditos y personal
Créditos adaptados desde las notas de álbum de Very Special Love Songs.
- Charlie Rich – voz principal, guitarra
- The Nashville Edition – coros
- Billy Sherrill – productor
- Cam Mullins – arreglos
- Lou Bradley – ingeniero de audio
- Ron Reynolds – ingeniero de audio

## Posicionamiento
| Gráfica (1974)                                 | Pico de posición |
| ---------------------------------------------- | ---------------- |
| Canadá (RPM Country Playlist)                  | 16               |
| Estados Unidos (Billboard Hot Country Singles) | 23               |